# René Bellon
 (octobre 2024).
René Bellon est un homme politique français né le 4 novembre 1910 à Mauron (Morbihan) et décédé le 3 août 1996
Agriculteur à Mauron, il se lance en politique à la Libération. Conseiller municipal de Mauron, il est élu sénateur, sur la liste communiste, en 1946. Il n'est pas réélu lors des élections sénatoriales de novembre 1948.